# Santa Rosa, Ahuacuotzingo
Santa Rosa är en ort i Mexiko.   Den ligger i kommunen Ahuacuotzingo och delstaten Guerrero, i den sydöstra delen av landet, 190 km söder om huvudstaden Mexico City. Santa Rosa ligger 1 719 meter över havet och antalet invånare är 151.
Terrängen runt Santa Rosa är kuperad. Runt Santa Rosa är det glesbefolkat, med 18 invånare per kvadratkilometer. Närmaste större samhälle är Olinalá, 7,3 km nordost om Santa Rosa. I omgivningarna runt Santa Rosa växer huvudsakligen savannskog.